# Elisa Napoleona Baciocchi
Elisa Napoleona Baciocchi (Capannori, 3 giugno 1806 – Colpo, 3 febbraio 1869) era figlia della sorella di Napoleone Bonaparte, Elisa Bonaparte (1777 – 1820), e di Felice Baciocchi (1762 – 1841).

## Biografia
Nata a Capannori, era l'unica figlia della coppia Baciocchi-Bonaparte e una dei due soli, dei loro cinque figli, a raggiungere la maggiore età. Fuggita con la madre a Trieste dopo la caduta di Napoleone I, vi trascorse l'infanzia, dimostrando costumi mascolini e scorrazzando a cavallo per l'altipiano carsico. Il 17 novembre 1824 sposò a Firenze il conte marchigiano Filippo Camerata-Passionei di Mazzoleni (1805 - 1882), conosciuto l'anno stesso, dal quale ebbe un figlio maschio, Carlo Felice Gianbattista Camerata-Passionei di Mazzoleni (1826-1853).
La coppia si stabilì nella casa maritale di Ancona, ma si separò già nel 1830, poco dopo la nascita del figlio, ed Elisa si trasferì a Trieste, ospite della zia Carolina nella "reggia" del Campo Marzio un tempo abitata dalla madre. Qui prese contatti con altri membri della famiglia Bonaparte per tentar di riportare sul trono di Francia, in seguito all'abdicazione di Carlo X nel 1830, l'unico figlio di Napoleone, Napoleone Francesco, duca di Reichstadt. Alloggiò poi, sempre presso la zia, nella sua villa di Frohsdorf, presso Vienna.
Gli eventi del 1830 sembravano rendere possibile il sogno covato da Napoleona per tanti anni: ritrovare un Bonaparte sul trono di Francia. Da Parigi e da Roma si acclamava infatti a Napoleone II, ma questi era prigioniero degli Asburgo a Vienna, ed era forse all'oscuro degli sconvolgimenti europei. Napoleona si recò nella città austriaca, tentando in ogni modo di avvicinare il cugino per spronarlo all'azione, ma ogni tentativo fu vano e le autorità locali le intimarono di andarsene. Indomita, soggiornò per un breve periodo a Praga per essere vicina al cugino, ma infine si arrese e tornò in Italia.
Dopo la morte di Napoleone II (1832) appoggiò l'ascesa del cugino Luigi Napoleone Bonaparte, futuro Napoleone III. Proclamato questi Imperatore dei Francesi nel 1852, si trasferì a Parigi, dove ottenne per il figlio il titolo di maîtres des requêtes au Conseil d'État. Egli però non resse il peso della vita di corte e morì, in circostanze misteriose, a soli 26 anni, suicida secondo la versione ufficiale. Presto circolarono altre versioni, una delle quali parlava addirittura di una relazione clandestina con l'imperatrice Eugenia, stroncata nel sangue da un sicario di Napoleone III. La fedeltà del giovane all'imperatore e la mancanza di prove di un siffatto amore sembrano però escludere tale ipotesi.
Profondamente colpita dalla morte del figlio, Elisa lasciò la corte e, dopo un breve soggiorno in Veneto, si trasferì definitivamente in Bretagna, dove si dedicò con fervore a dissodare quelle terre e creò un'azienda agricola e vari allevamenti di pesca. Passò gli ultimi anni in preda a gravi sofferenze fisiche in seguito a una rovinosa caduta occorsale mentre saliva in carrozza. Costretta a letto in una stanza del castello di Korn-er-Hoüet, che aveva fatto costruire a Colpo, si avvicinò profondamente alla fede. Morì a 62 anni il 3 febbraio 1869.